# 查普爾敦 (特拉華州)
查普爾敦（英語：Chapeltown）是位於美國特拉華州肯特縣的一個非建制地區。該地的面積和人口皆未知。

## 地理
查普爾敦的座標為39°05′59″N 75°41′49″W / 39.09972°N 75.69694°W，而該地的平均海拔高度為18米（即59英尺）。